# آبي مايرز
آبي جين مايرز (بالإنجليزية: Abbie Myers)‏(مواليد 18 يوليو 1994) هي لاعبة تنس أسترالية محترفة سابقة. حققت أعلى تصنيف لها في رابطة محترفات التنس عند المرتبة 257 في الفردي و182 في الزوجي، فازت خلال مسيرتها بلقب فردي واحد و17 لقبًا في الزوجي ضمن منافسات دائرة الاتحاد الدولي للتنس للسيدات.
اشتهرت بتمثيل أستراليا في بطولة العالم للناشئين عندما كانت في الرابعة عشرة من عمرها. وعلى مستوى منافسات الناشئين في الاتحاد الدولي للتنس، وصلت إلى أعلى تصنيف لها عند المرتبة 52 في 2 يناير 2012، وفازت ببطولة أستراليا لفئة 18 عامًا في العام نفسه.

## المسيرة الرياضية

### 2013–2021
ظهرت آبي جين مايرز لأول مرة في القرعة الرئيسية لجولات رابطة محترفات التنس في بطولة سيدني الدولية للزوجي عام 2013 بالشراكة مع ستورم ساندرز، لكنهما خسرتا في الدور الأول. وفي بطولة أستراليا المفتوحة 2013، خسرت مايرز في الدور الأول من التصفيات أمام تشان يونغ جان.

### 2022
في يناير، خسرت مايرز في الدور الأول من التصفيات لبطولة أستراليا المفتوحة.

## النهائيات

### الفردي: 3 (لقب واحد، وصيفان)
النتائج الفردية لآبي جين مايرز في بطولات التنس:
| النتيجة | الفوز/الخسارة | التاريخ     | البطولة                        | الفئة  | السطح | الخصم         | النتيجة       |
| ------- | ------------- | ----------- | ------------------------------ | ------ | ----- | ------------- | ------------- |
| فوز     | 1–0           | أغسطس 2014  | بطولة شرم الشيخ للتنس، مصر     | 10,000 | صلب   | لي ييشوان     | 3–6، 6–3، 6–0 |
| خسارة   | 1–1           | مايو 2018   | كأس كورومي، اليابان            | 60,000 | سجاد  | أيا نو شيميزو | 3–6، 5–7      |
| خسارة   | 1–2           | سبتمبر 2019 | بطولة داروين الدولية، أستراليا | 60,000 | صلب   | ليزيت كابريرا | 4–6، 6–4، 2–6 |

## روابط خارجية
- آبي مايرز على موقع رابطة محترفات التنس (الإنجليزية)
- آبي مايرز على موقع الاتحاد الدولي لكرة المضرب (الإنجليزية)
- آبي مايرز على موقع اتحاد التنس الأسترالي (الإنجليزية)
- آبي مايرز على موقع خلاصة التنس.كوم (الإنجليزية)
- آبي مايرز على موقع إي إس بي إن.كوم (الإنجليزية)